# Grupo José de Mello
O Grupo José de Mello, por vezes chamado abreviadamente de Grupo Mello é um dos principais grupos empresariais de Portugal. 
Foi criado em 1988 sob iniciativa de José Manuel de Mello. 
O objetivo do empresário foi de reerguer, em parte, o antigo Grupo CUF, desmantelado em 1975, fruto da opção de estatização de vários setores econômicos, adotada no período revolucionário que se seguiu ao golpe de 25 de abril de 1974.

## História
O grupo foi criado em 1988 pelo neto de Alfredo da Silva, José Manuel de Mello (por sua vez filho de Manuel de Mello e irmão mais novo de Jorge de Mello, presidente da antiga CUF aquando do 25 de abril de 1974) .
A revisão constitucional de 1989 e o fim da clausula de irreversibilidade das nacionalizações ocorridas na sequencia da Revolução dos Cravos encetou um novo contexto político-econômico em Portugal, ao abrir a possibilidade de devolução ao setor privado de vários dos setores que haviam então sido tomados para o patrimônio do Estado. 
Sob o novo contexto, Jose Manuel de Mello retomou definitivamente os seus negócios em Portugal e, a par do irmão Jorge de Mello — que adquiriria entretanto empresas como a Tabaqueira e a Sovena — cria o Grupo Jose de Mello. Com iniciativas separadas, os dois irmãos retomam parte das atividades do antigo Grupo CUF.
Depois de Jose Manuel de Mello, a continuidade do grupo familiar seria assegurada pelos seus filhos — inicialmente Vasco de Mello, que ainda se mantem como presidente do Conselho de Administração; Salvador de Mello, atual presidente da Comissão Executiva.

## Empresas do grupo

### Bondalti
A Bondalti é a continuadora da atividade industrial química que estivera subjacente a criação, no século XIX, da Companhia União Fabril. 
E o maior grupo português nessa indústria

### CUF

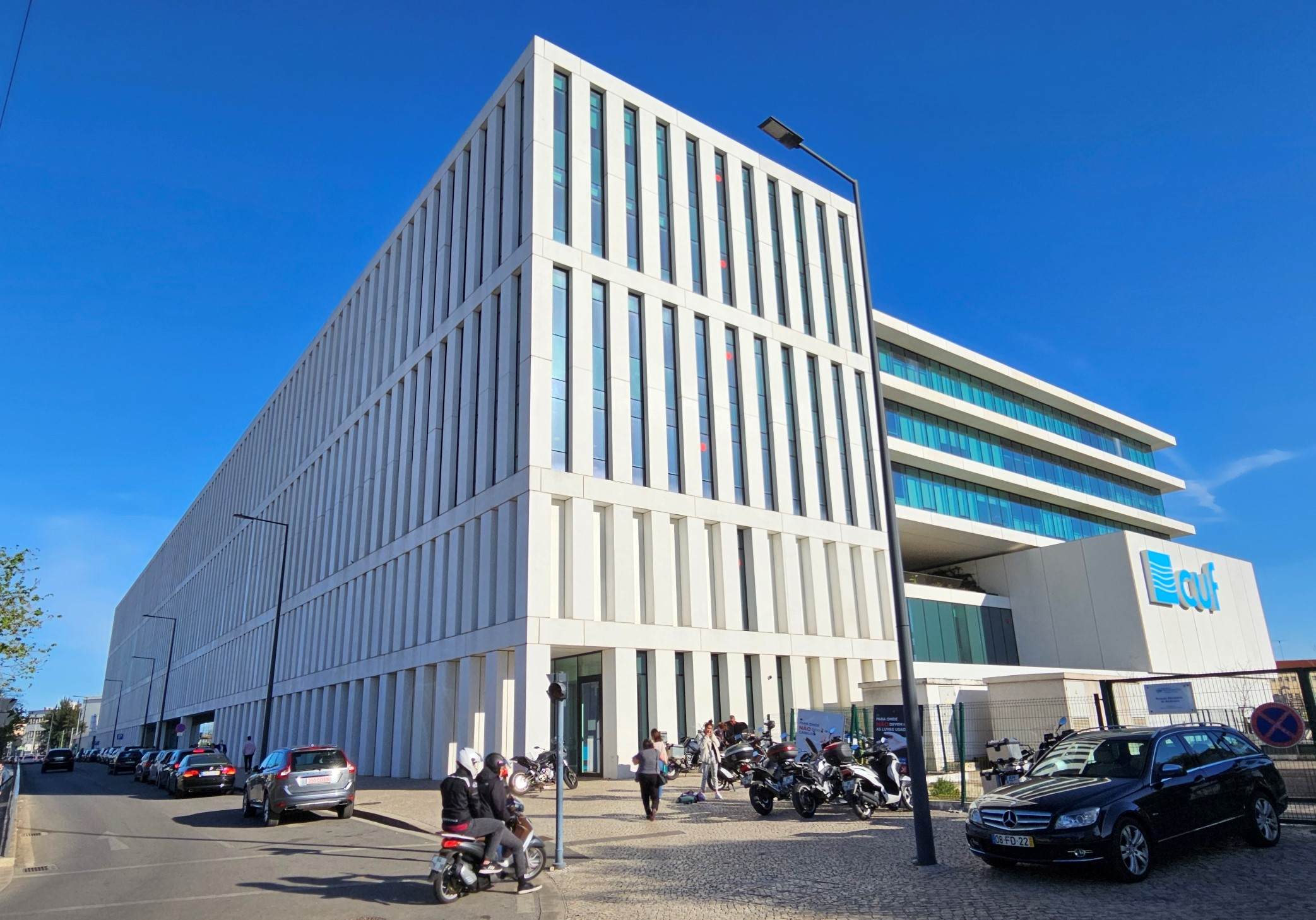
Hospital CUF Tejo, inaugurado em 2020

A CUF tem a sua origem no Hospital da CUF, estabelecido em 1945, com o propósito de prestar cuidados de saúde aos trabalhadores da Companhia União Fabril e aos seus familiares.
Depois de se ter denominado Jose de Mello Saúde, assumiu a designação de CUF, enquanto que a área química do antigo Grupo CUF assumiu o nome de Bondalti. 
A saúde passou a constituir uma área fundamental do Grupo José de Mello, inaugurando hospitais e clinicas por todo o pais.

### Brisa
No dia 29 de março de 2012, o Grupo José de Mello lançou uma OPA sobre a totalidade do capital da Brisa, tornando-se o maior acionista desta empresa, com uma participação de 57,3%.
Em 2020, num contexto económico de grande adversidade devido à pandemia mundial de Covid-19, vendeu 40% da Brisa, ficando com cerca de 17% do capital social.

### Efacec
Em 2006, o grupo lançou uma OPA sobre o capital da Efacec que não era detido pelos dois acionistas de referência.
Em 2023, o grupo deixa de ter qualquer participação acionista no capital da Efacec, na sequência da conclusão do processo de reprivatização da empresa.